# Ophioripa marginata
Ophioripa marginata är en ormstjärneart som beskrevs av Jean Baptiste François René Koehler 1922. Ophioripa marginata ingår i släktet Ophioripa och familjen knotterormstjärnor. Inga underarter finns listade i Catalogue of Life.